# Adriaan Pauw
Adriaan Pauw (1581 - 21 février 1653) est le grand-pensionnaire de Hollande de 1631 à 1636 et de 1651 à 1653.

## Biographie
Né à Amsterdam dans une riche famille marchande, il étudie le droit à Leyde et devient pensionnaire d'Amsterdam de 1611 à 1627. Il devient seigneur de Heemstede après l'achat de cette ville.
Devenu grand-pensionnaire en 1631, Pauw se montre favorable à une alliance avec l'Espagne, alors que le prince d'Orange-Nassau favorise l'alliance française. Après une mission en France, Pauw finit par accepter cette alliance.
Nommé plénipotentiaire des Provinces-Unies pour les traités de Westphalie (1648), il redevient grand-pensionnaire une seconde fois, en 1651, mais meurt peu après. Il possédait une riche bibliothèque (Bibliotheca Heemstediana), comptant près de 16 000 volumes : une petite partie de cette collection a rejoint la Herzog August Bibliothek de Wolfenbüttel.
Son fils Adriæn Pauw (1622–1697) fut procureur puis Président du tribunal fédéral des Pays-Bas (dit Hof van Holland). À ce titre, il joua un rôle de premier plan dans le lynchage, en 1672 (Rampjaar), du Grand-Intendant des Digues Cornelis de Witt et de son frère Johan.

## Sources
- H.W.J.de Boer, H.Bruch, H. Krol (dir.), Adriaan Pauw (1585-1653); staatsman en ambachtsheer, Heemstede, 1985.
- J.C.Tjessinga, Schets van het leven van Adriaan Pauw, Heemstede, 1948.
- J.C.Tjessinga, Het slot van Heemstede onder Adriaan Pauw, Heemstede, 1949.